# John Dickinson
John Dickinson (Talbot County (Maryland), 8 november 1732, - Wilmington (Delaware), 14 februari 1808) was een Amerikaans advocaat en politicus, actief in Philadelphia (en Pennsylvania in het algemeen) en Wilmington. Hij was een officier in het Continental Army tijdens de Amerikaanse Onafhankelijkheidsoorlog. Verder was hij aanwezig bij het Continental Congress (voor Pennsylvania én Delaware) en de Constitutional Convention. Later werd hij gouverneur van Delaware (1781-1782) en van Pennsylvania (1782-1785)

## Levensloop
Dickinson werd geboren in een familie van tabaksplanters. Zij hadden daarmee een groot kapitaal verworven. Dickinson kreeg thuis les. Op zijn 18e begon hij rechten te studeren in Philadelphia onder John Moland. In 1753 vertrok hij naar Engeland waar hij drie jaar studeerde aan Middle Temple. Bij zijn terugkeer in Engeland werd hij toegelaten tot het beroep van advocaat.
Dickinson trouwde op 19 juli 1770 met Marry Norris. Zij was de dochter van de voorzitter van de wetgevende vergadering van Pennsylvania. Zij had een quakerachtergrond, maar Dickinson zou zich daar nooit formeel bijvoegen, omdat hij geloofde in het "recht van een defensieve oorlog". Wel besloot hij in 1777 door de invloed van zijn vrouw al zijn slaven vrij te laten. Samen zouden zij vijf kinderen krijgen, waarvan twee de volwassen leeftijd zouden bereiken.
In aanloop naar de Amerikaanse onafhankelijk was Dickinson lid van de delegatie van de staat Pennsylvania naar het Eerste Continental Congress in 1774 en het Tweede Continental Congress in 1775 en 1775. Dickinson schreef namens het Congress verschillende verklaringen. Samen met Thomas Jefferson schreef hij de Declaration of the Causes and Necessity of Taking Up Arms, waarin werd uitgelegd waarom de Britse koloniën in Amerika hun wapens hadden opgenomen. Een andere verklaring was de Olive Branch Petititon, waarin een laatste appel was gericht op koning George III om het conflict op te lossen. Dickinson was in eerste instantie niet uit op onafhankelijkheid, maar was gericht op verzoening.
Toen het Continental Congress op 1 juli 1776 begon met het debat over de Onafhankelijkheidsverklaring herhaalde Dickinson zijn positie. Hij vond dat het Congress eerst de Artikelen van Confederatie moest afmaken en aannemen, en dan een bondgenootschap moest zoeken met een sterke buitenlandse macht. Op 2 juli werd er gestemd over onafhankelijkheid. Dickinson bleef die dag afwezig bij de stemming. Datzelfde deed hij twee dagen later toen de Onafhankelijkheidsverklaring werd aangenomen. Hij weigerde deze ook te ondertekenen. Dickinson verliet het Congress toen gesteld werd dat niemand lid van het Congress kon zijn zonder dat deze de Onafhankelijkheidsverklaring ondertekende. Dickinson voegde zich bij de militie van Pennsylvania en kreeg de rang van brigadegeneraal. Hij trok aan het hoofd van een leger van 10.000 man aan op Elizabeth, New Jersey, om een aanval van de Britten op Staten Island te voorkomen. In december 1776 trok hij zich terug uit actieve dienst.
Dickinson ging wonen in het huis van zijn ouders in Delaware. De wetgevende vergadering van Delaware wilde hem benoemen als delegatielid naar het Continental Congress, maar hij weigerde. In augustus 1777 voegde hij zich bij de militie van Kent County. Onder leiding van generaal Caesar Rodney probeerde zij de mars van de Britse generaal William Howe op Philadelphia te vertragen.
In januari 1779 werd Dickinson alsnog benoemd tot delegatielid namens Delaware naar het Continental Congress. In deze periode ondertekende hij de Artikelen van de Confederatie. In augustus 1881 werd zijn huis in Delaware ernstig beschadigd door Loyalisten. Dickinson keerde vanuit Philadelphia terug naar Delaware om zijn huis opnieuw op te knappen. Hij werd in oktober 1781 namens Kent County gekozen in de Senaat van Delaware.
Vrijwel direct toen in de Senaat zitting had genomen werd hij ook gekozen als president van Delaware. Deze functie was een voorloper van de post van gouverneur. Hij kreeg slechts een tegenstem, die van hemzelf. Hij trad op 13 november 1781 aan. Hij begon zijn gouverneurschap met een verklaring tegen "onzedelijkheid en immoraliteit". Daarmee wilde hij de chaos die heerste ten tijde van de Amerikaanse Onafhankelijkheidsoorlog tegen gaan. Ook wist hij de wetgevende vergadering van Delaware over te halen voldoende fondsen beschikbaar te stellen voor het werk van de federale overheid.
Dickinson werd op 10 oktober 1782 in Pennsylvania ook gekozen als president van de staat. Hij nam de functie aan, maar weigerde af te treden als president van Delaware. Dit viel in Delaware weer slechts. John Cook, de tweede man achter Dickinson, werd als te zwak beschouwd aangezien hij de revolutie niet steunde. Dickinson trad formeel pas af op 12 januari 1783 toen Cook opgeroepen had tot nieuwe verkiezingen.
Op het moment dat de Amerikaanse revolutie begon bestond de wetgevende vergadering van Pennsylvania voor een belangrijk deel uit Loyalisten en gematigde Whigs. Zij ondernamen weinig actie in de strijd voor onafhankelijkheid. De Radicalen namen in 1776 het heft in eigen hand door een eigen grondwet voor de staat te schrijven. Daarin werd gesteld dat iedereen die niet trouw zwoer aan het document geen bestuurlijke functie kon vervullen. Daardoor werden alle Loyalisten, gematigde Whigs en Quakers uit het bestuur gehouden.
In de loop van de tijd was het aantal Whigs in het parlement toch weer langzaam toegenomen en in 1782 hadden zij een nipte meerderheid. De verkiezing van Dickinson was het begin van een contrarevolutie. Hij moest wel altijd zorgvuldig manoeuvreren om zijn smalle meerderheid in de wetgevende vergadering te behouden. Hij slaagde erin een oud grensconflict met Virginia te beslechten.
Het meest belangrijke moment als president was de Pennsylvania-opstand van 1783. Een groep legerveteranen marcheerde aan op het Continental Congress, omdat zij hun betaling eisten voordat ze het leger zouden verlaten. Dickinson sympathiseerde met de veteranen en weigerde het leger in te schakelen om het Congress te beschermen. Het Congress verplaatste zich toen naar Princeton, New Jersey. De weigering van Dickinson was uiteindelijk de belangrijkste reden voor het Congress om zich te vestigen in een zelfstandig district, waar zij zelf zeggenschap in het leger zou hebben. Dit werd Washington D.C..
Na zijn periode in Pennsylvania keerde hij terug naar Delaware. Delaware stuurde hem in 1787 naar de Constitutional Convention waar de Amerikaanse Grondwet werd aangenomen. Hij steunde daar het voorstel van een sterke centrale overheid, maar pas na het grote compromis dat elke staat – los van de grootte – met een gelijk aantal stemmen vertegenwoordigd zou zijn in de Senaat. Dickinson was ook een van de ondertekenaars van de grondwet. Na afloop van de conventie schreef hij een serie van negen essays waarin hij de uitkomst van de conventie verdedigde.
Delaware belegde in 1791 een conventie waarbij de grondwet van de staat werd herzien. Deze was in 1776 in grote haast aangenomen. Dickinson werd benieuwd als voorzitter van de conventie. Een belangrijke wijziging was de uitbreiding van het kiesrecht naar belastingbetalers, met uitzondering van vrouwen en zwarten. De grondwet werd in 1792 aangenomen. In 1793 keerde Dickinson nog eenmaal terug naar de Staatssenaat, maar hij trad na een jaar vanwege gezondheidsproblemen alweer af. In zijn latere dagen zette hij zich in de abolitionistische beweging, en schonk haar een groot deel van zijn geld. In 1801 publiceerde hij nog twee boeken waarin terugkeek op zijn politieke carrière.
Baldwin · Bassett · Bedford · Blair · Blount · Brearley · Broom · Butler · Carroll · Clymer · Daniel · Dayton · Dickinson · Few · Fitzsimons · Franklin · Gilman · Gorham · Hamilton · Ingersoll · Johnson · King · Langdon · Livingston · Madison · McHenry · Mifflin · G. Morris · R. Morris · Paterson · C. C. Pinckney · Pinckney · Read · Rutledge · Sherman · Spaight · Washington · Williamson · Wilson
- Bibsys: 14065639
- Biblioteca Nacional de España: XX4664929
- Bibliothèque nationale de France: cb161759516 (data)
- CiNii: DA11525822
- Gemeinsame Normdatei: 137908261
- International Standard Name Identifier: 0000 0001 2209 750X
- Library of Congress Control Number: n50027268
- MusicBrainz: 51bb359c-a478-4619-ac49-8f8f37632d22
- National Archives and Records Administration: 10582215
- Nationale bibliotheek van Australië: 35035487
- Nationale Bibliotheek van Israël: 987007278349805171
- Nederlandse Thesaurus van Auteursnamen: 119489716
- Réseau des bibliothèques de Suisse occidentale: 02-A022769281
- Istituto Centrale per il Catalogo Unico: UBOV762785
- SNAC: w6p953zt
- Système universitaire de documentation: 130930318
- Trove: 807864
- Biographical Directory of the United States Congress: D000321
- Virtual International Authority File: 28316376
- WorldCat: E39PBJxMjvbXrRxWdjXh4m4pfq